# بترومین، لبنان
بترومین (به عربی: بترومين) یک منطقهٔ مسکونی در لبنان است که در شهرستان کوره واقع شده‌است.
 بترومین ۳٫۴۱ کیلومتر مربع مساحت و ۱٬۰۵۰ نفر جمعیت دارد و ۳۳۰ متر بالاتر از سطح دریا واقع شده‌است.